# Departament VI MSW
Departament VI MSW – jednostka organizacyjna Ministerstwa Spraw Wewnętrznych wchodząca w skład Służby Bezpieczeństwa, istniejąca w Polskiej Rzeczypospolitej Ludowej w latach 1984–1989. Do zadań komórki należała ochrona operacyjna rolnictwa, przemysłu rolno-spożywczego i innych sektorów gospodarki narodowej, a także rozpracowywanie związanych z nimi środowisk opozycyjnych. We wcześniejszym okresie analogiczne sprawy należały do zakresu działania różnych pionów operacyjnych w ramach organów bezpieczeństwa państwa, jedyną samodzielną strukturą o podobnym charakterze był wówczas Inspektorat Wiejski MBP (funkcjonujący w 1954 r.).

## Historia zmian strukturalnych

### Ochrona rolnictwa w MBP i KdsBP
W okresie kształtowania się struktur aparatu represji za wszelkie zadania związane z kontrolą życia społeczno-politycznego w kraju odpowiadał Wydział Operacyjny (Kontrwywiad) Resortu Bezpieczeństwa Publicznego przekształcony następnie w Departament I Ministerstwa Bezpieczeństwa Publicznego (ich odpowiednikami w terenie były wydziały I wojewódzkich urzędów bezpieczeństwa publicznego). W wyniku reorganizacji jednostki przeprowadzonej na podstawie rozkazu nr 51 ministra z 6 września 1945 r. ochronę operacyjną poszczególnych sektorów gospodarki przejął na kolejne lata nowo utworzony Departament IV MBP (oraz wydziały IV WUBP).
Wydzielenia spraw zabezpieczenia rolnictwa i leśnictwa z pionu IV dokonano dopiero w ostatniej fazie funkcjonowania ministerstwa. Zgodnie z rozkazem organizacyjnym nr 047 ministra z 12 czerwca 1954 r. na bazie Wydziału V Departamentu IV MBP utworzono Inspektorat Wiejski MBP z kierownikiem na czele, a w województwach rozpoczęto organizowanie inspektoratów wiejskich WUBP. Jednostkę (na prawach departamentu) stopniowo rozbudowywano, jej historia nie trwała jednak długo. Po kilku miesiącach, ze względu na reformę organów bezpieczeństwa i likwidację całego MBP, inspektorat został rozwiązany.
W grudniu 1954 r. komórki UB przekazano pod kontrolę Komitetu do Spraw Bezpieczeństwa Publicznego. W nowej strukturze zadania wykonywane dotychczas przez Departament IV MBP oraz Inspektorat Wiejski MBP (a także przez Wydział III Departamentu II MBP) objął na mocy rozkazu organizacyjnego nr 07 przewodniczącego komitetu z 10 marca 1955 r. Departament IV KdsBP ds. walki z wrogą działalnością w gospodarce narodowej. Analogiczne przekształcenia zaszły również w wojewódzkich urzędach ds. bezpieczeństwa publicznego. W ten sposób zreorganizowany pion funkcjonował do chwili zniesienia KdsBP w listopadzie 1956 r.

### Ochrona rolnictwa w pionie III, IIIA i IV MSW
Po utworzeniu Służby Bezpieczeństwa w ramach Ministerstwa Spraw Wewnętrznych operacyjna ochrona wszystkich gałęzi gospodarki na ponad dwa dziesięciolecia przeszła do zakresu działania Departamentu III MSW. Jednostka ta powstała na podstawie zarządzenia nr 00238 ministra z 29 listopada 1956 r. w sprawie tymczasowych zmian w strukturze MSW i odpowiadała z początku za całość walki z działalnością antypaństwową w kraju. Na szczeblu lokalnym jej zadania realizowały wydziały III ulokowane w pionach bezpieczeństwa komend wojewódzkich Milicji Obywatelskiej (zorganizowanych w miejsce zlikwidowanych WUdsBP).
Do wyodrębnienia struktur związanych z gospodarką (wydziały V, VI i VII Departamentu III MSW) doszło w pierwszej połowie 1979 r. Prace w tym zakresie rozpoczęto po wydaniu decyzji nr 02 ministra z 5 stycznia 1979 r., następnie zarządzeniem organizacyjnym nr 039 ministra z 16 maja 1979 r. formalnie powołany został Departament IIIA MSW ds. operacyjnej kontroli przemysłu, kompleksu rolno-spożywczego, transportu i łączności. W terenie kwestie te przejęły nowo utworzone wydziały IIIA KW MO (w kilku największych województwach funkcjonowały one już od połowy lat 70. w ramach wewnętrznego podziału pionu III).
Ochrona rolnictwa i leśnictwa pozostawała w pionie IIIA do czasu szerokiej reorganizacji komórek SB przeprowadzonej na początku lat 80. Ze względu na wspieranie środowisk opozycyjnych na wsi przez duchowieństwo zdecydowano wtedy o przeniesieniu spraw związanych z sektorem wiejskim (Wydział V Departamentu IIIA MSW) do zakresu działania Departamentu IV MSW zajmującego się operacyjną kontrolą Kościoła. Przekształcenie jednostek nastąpiło po wydaniu zarządzenia nr 005 ministra z 16 lutego 1981 r., odpowiedniego przesunięcia etatów dokonano również na szczeblu lokalnym we wszystkich KW MO (przemianowanych w sierpniu 1983 r. na wojewódzkie urzędy spraw wewnętrznych).

### Departament VI MSW
W drugiej połowie 1984 r. w resorcie spraw wewnętrznych zainicjowano działania mające na celu sformowanie nowej samodzielnej jednostki SB odpowiedzialnej za operacyjną ochronę rolnictwa i leśnictwa oraz innych pokrewnych gałęzi gospodarki narodowej. W rezultacie zgodnie z zarządzeniem organizacyjnym nr 0124 ministra z 30 listopada 1984 r. na bazie wydziałów VII, VIII i IX Departamentu IV MSW 1 grudnia 1984 r. utworzono Departament VI MSW. Nadzór nad komórką z ramienia kierownictwa ministerstwa objął szef Służby Bezpieczeństwa (w randze podsekretarza stanu), jednostkami terenowymi pionu stały się wydziały VI WUSW.
Oprócz zadań operacyjnych związanych z rolnictwem, gospodarką żywnościową i leśnictwem (wydzielonych z Departamentu IV MSW) w sferze zainteresowań nowo powstałego Departamentu VI MSW znalazły się również sprawy kontroli sektora gospodarki wodnej, ochrony środowiska i zasobów naturalnych oraz szkolnictwa rolniczego i leśniczego (przeniesione z Departamentu III MSW), a także kwestie kontroli przemysłu drzewnego i papierniczego oraz handlu zagranicznego artykułami rolno-spożywczymi (przeniesione z Departamentu V MSW, zorganizowanego w grudniu 1981 r. w miejsce Departamentu IIIA MSW).
Pod koniec lat 80. struktura organizacyjna Departamentu VI MSW przedstawiała się następująco:
- Wydział I (funkcje informacyjno-analityczne)
- Wydział II (ochrona operacyjna gospodarki rolnej)
- Wydział III (ochrona operacyjna przemysłu rolno-spożywczego)
- Wydział IV (ochrona operacyjna leśnictwa, przemysłu drzewnego, gospodarki wodnej i ochrony środowiska)
- Wydział V (kontrola operacyjna rolniczych organizacji społeczno-politycznych)
- Wydział VI (obsługa kadrowa, finansowa i kancelaryjna)

Departament VI MSW nie cieszył się zbyt wielkim poważaniem wśród funkcjonariuszy innych komórek operacyjnych resortu, którzy określali go pogardliwie jako „świński wywiad” lub „świński kontrwywiad”. Działalność jednostki zakończyła się w czasie przekształceń ustrojowych, gdy na mocy zarządzenia nr 075 ministra z 24 sierpnia 1989 r. na bazie jej struktur (oraz struktur Departamentu V MSW i Głównego Inspektoratu Ochrony Przemysłu MSW) 1 września 1989 r. utworzony został Departament Ochrony Gospodarki MSW (analogiczne zmiany we wszystkich WUSW nastąpiły 1 listopada 1989 r.). Nowy pion istniał do momentu rozwiązania Służby Bezpieczeństwa 31 lipca 1990 r.

## Kierownictwo
Kierownik Inspektoratu Wiejskiego MBP:
- płk Zbigniew Paszkowski (1 sierpnia 1954 r. – 9 grudnia 1954 r.)

Dyrektorzy Departamentu VI MSW:
- płk Zbigniew Jabłoński (1 marca 1985 r. – 16 lutego 1988 r.)
- płk Tadeusz Zaorski (16 lutego 1988 r. – 1 listopada 1989 r.)